# Chambre de commerce et d'industrie de Douai
La chambre de commerce et d’industrie de Douai était l'une des six CCI du département du Nord. Son siège était à Douai au 100, rue Pierre Dubois. Elle fait partie maintenant de la chambre de commerce et d'industrie du Grand Lille.
Elle faisait partie de la chambre régionale de commerce et d’industrie du Nord - Pas-de-Calais.

## Mission
À ce titre, elle était un organisme chargé de représenter les intérêts des entreprises commerciales, industrielles et de service de l'Arrondissement de Douai, partie du département du Nord et de leur apporter certains services. C'était un établissement public qui gère  en outre des équipements au profit de ces entreprises.
Comme toutes les CCI, elle est placée sous la double tutelle du Ministère de l'Industrie et du Ministère des PME, du Commerce et de l'Artisanat.

### Service aux entreprises
- Centre de formalités des entreprises
- Assistance technique au commerce
- Assistance technique à l'industrie
- Assistance technique aux entreprises de service

### Gestion d'équipements
- Port commercial fluvial de Douai-Dorignies

### Centres de formation
- École supérieure de vente industrielle internationale : Douai Business Scholl (DBS);
- SIADEP formation en commun avec la chambre de commerce et d'industrie d'Arras, de Béthune, Lens.

## Historique
- Elle fut créée par le décret du 13 mars 1872.
- L'assemblée générale du 27 novembre 2006 la dissout pour rejoindre la chambre de commerce et d'industrie du Grand Lille.
- Le décret du 7 mai 2007, reconnait sa fusion dans la chambre de commerce et d'industrie du Grand Lille. C'est un regroupement de 4 chambres de commerce : Lille, Douai, Armentières et Saint Omer.
- Le 3 décembre 2007 : Disparition de la chambre de commerce de Douai.

## Pour approfondir